# Piła (film)
Piła (ang. Saw) – film z 2004 r. z gatunków horror i thriller oraz podgatunku gore, wyreżyserowany przez Jamesa Wana, twórcę horroru Martwa cisza (2007). Oficjalna premiera filmu odbyła się w Europie, a następnie w Ameryce (ze względu na jednogodzinne przesunięcie czasu).
Do filmu powstało sześć kolejnych sequeli: Piła II (2005), Piła III (2006), Piła IV (2007), Piła V (2008), Piła VI (2009), Piła 3D (2010). W 2009 roku premierę miała szósta część cyklu. W zamierzeniu Piła VI miała być ostatnią częścią, jednak w 2009 roku postanowiono, że rok później w kinach pojawi się Piła 3D. W 2017 roku światło dzienne ujrzała kontynuacja, znana pod tytułem Piła: Dziedzictwo. Film pierwotnie miał trafić jedynie na nośniki DVD i VHS, jednak został pozytywnie przyjęty przez publiczność, dlatego zdecydowano się na wprowadzenie go do dystrybucji kinowej.
Film okazał się sukcesem pod względem finansowym. Nakręcony bez rozgłosu, przy budżecie w wysokości 1,2 miliona dolarów, zarobił na całym świecie kwotę 105 milionów dolarów.

## Opis fabuły
Film rozpoczyna się sekwencją przebudzenia młodego mężczyzny (Leigh Whannell), w wannie pełnej wody. Zdezorientowanemu człowiekowi udaje się wyjść z wody. Po zapaleniu świateł okazuje się, że w przeciwległym rogu łazienki znajduje się inna osoba, również przykuta do rury. Przedstawia się jako doktor Lawrence Gordon (Cary Elwes), chirurg. W czasie krótkiej konwersacji na jaw wychodzą personalia młodego mężczyzny – nazywa się Adam i jest z zawodu fotografem. Obaj mężczyźni są przykuci do rur zniszczonej łazienki, na środku której leży martwy człowiek w kałuży krwi. Lewa ręka nieruchomego ciała trzyma rewolwer, w prawej znajduje się odtwarzacz kasetowy. Adam i Gordon znajdują kasety magnetofonowe, ukryte w kieszeniach ich spodni. Na każdej z nich widnieje jedynie napis „Odtwórz mnie”. Do kasety doktora dołączony jest także klucz i kula do pistoletu. Po kilku próbach Adamowi udaje się sięgnąć i wyrwać z ręki ciała na środku odtwarzacz. Kaseta Adama zawiera nagrany głos mężczyzny. Zwraca się on po imieniu do Adama, przekazując informację, że umrze, o ile czegoś nie wymyśli. Następnie zostaje odtworzona kaseta doktora Gordona. Ten sam głos zwraca się do niego po nazwisku i informuje, że do godziny szóstej doktor musi zabić Adama. Jeśli tego nie zrobi, zginie żona i córka doktora. Para więźniów próbuje się bez skutku wyzwolić z łańcuchów, aż w końcu doktor Gordon przypomina sobie wydarzenia z przeszłości, sugerujące kim jest ich oprawca.
W kilku scenach retrospektywnych zostają nakreślone wydarzenia z nieokreślonej przeszłości. Detektywi Tapp (Danny Glover) i Sing (Ken Leung) badają ofiary morderczych gier, których autora nazywają Jigsawem (układanką). Na miejscu jednej ze zbrodni odkrywają latarkę, którą najprawdopodobniej upuścił morderca. Detektywi wzywają właściciela latarki, doktora Gordona, ze szpitala, w którym pracuje. Po dowiedzeniu jego niewinności proszą go o wysłuchanie opowieści jedynej osoby, która przeżyła morderczą grę, prowadzoną przez Jigsawa – młodej kobiety o imieniu Amanda. Wyjaśnia ona jak przetrwała swoje zadanie oraz wyjawia, że jest wdzięczna losowi, gdyż wydarzenie to pozwoliło jej zerwać z uzależnieniem od narkotyków. Powstaje sugestia, że tajemniczy Pan Układanka jedynie pokazuje ludziom co robią źle, i zawsze pozostawia im drogę ucieczki, kosztującą najczęściej wiele krwi.
Kiedy kończy się retrospekcja, Adam i Lawrence odkrywają, że wielkie lustro w łazience jest w rzeczywistości lustrem weneckim, po którego drugiej stronie znajduje się kamera. W tym samym czasie detektyw Tapp, który jest ciągle przekonany o winie doktora Gordona, śledzi na własną rękę poczynania Pana Układanki. W krótkiej retrospekcji pokazana jest śmierć partnera Tappa w jednej z pułapek Jigsawa. W czasie szamotaniny detektyw Tapp został ranny, wskutek czego ciągle ma na szyi widoczną bliznę. Tymczasem w łazience Lawrence znajduje dwa papierosy, zapalniczkę i telefon komórkowy, który może jedynie odbierać rozmowy. Instrukcja, znaleziona przez niego w pudełku, mówi o tym, by otruć Adama krwią ze środka pokoju, która zawiera truciznę. Dwaj mężczyźni na moment wyłączają światło i postanawiają udawać śmierć Adama. Doktor nasącza papierosa zatrutą krwią, lecz podaje Adamowi drugiego, czystego. Adam udaje działanie trucizny, lecz przepływ prądu w łańcuchu Adama, włączony przez Jigsawa, demaskuje oszustwo. Lawrence wkrótce odkrywa na jednej z fotografii, które wykonał Adam, twarz mężczyzny, pracującego w jego szpitalu – Zepa Hindle. Doktor jest przekonany, że to on jest poszukiwanym Jigsawem. Niedługo po tym kończy się czas, jaki został dany doktorowi na zabicie Adama. Zep wstaje znad konsolety i idzie zabić więzione w pokoju obok żonę i córkę doktora Gordona. Nie wie, że zdołały się one wyswobodzić. Do mieszkania wpada detektyw Tapp, który wcześniej obserwował je. W wyniku szamotaniny Zep ucieka a Tapp rusza za nim w pościg. Żonie i córce Lawrence'a udaje się uciec. Detektyw zostaje ogłuszony w magazynie w którym przetrzymywane były ofiary strzałem pistoletu Zepa. W tym samym czasie w łazience zdesperowany doktor odcina sobie stopę, dobywa pistoletu z ręki leżącego na środku ciała i strzela do Adama. Płaczącym głosem woła, że ukończył zadanie i zabił go. Zep wchodzi do łazienki i mówi, że czas minął. Stojąc tyłem nie zauważa, że Adam żyje i ginie od uderzenia w głowę fragmentem spłuczki. Doktor Gordon czołgając się opuszcza łazienkę, zapewniając, że sprowadzi pomoc. Przestraszony Adam przeszukuje ciało Zepa. W jego kieszeni, ku swojemu zdumieniu, odnajduje odtwarzacz kasetowy. Po jego odsłuchaniu staje się jasne, że Zep był kolejną ofiarą układanki, a Jigsaw pozostaje jak dotąd nieznany.
Skonfundowany Adam jest świadkiem, jak martwe ciało ze środka łazienki powstaje. Okazuje się, że jest nim Jigsaw. Mówi, że klucz do łańcuchów, którymi byli skuci, był w wannie (po przebudzeniu się Adam przypadkowo spuścił go do kanalizacji). Jigsaw odkrywa swoją tożsamość, wyjawia swoje motywy, następnie pozostawia Adama w łazience i, zamykając ją, mówi „Gra skończona”.

## Obsada
- Tobin Bell – John Kramer / Jigsaw
- Shawnee Smith – Amanda
- Leigh Whannell – Adam Stanheight
- Cary Elwes – Dr. Lawrence Gordon
- Danny Glover – Detektyw David Tapp
- Ken Leung	– Detektyw Steven Sing
- Michael Emerson – Zep Hindle
- Monica Potter – Alison Gordon
- Makenzie Vega – Diana Gordon
- Dina Meyer – Kerry
- Mike Butters – Paul
- Paul Gutrecht – Mark
- Ned Bellamy – Jef